# Christuskirche (Ruppmannsburg)

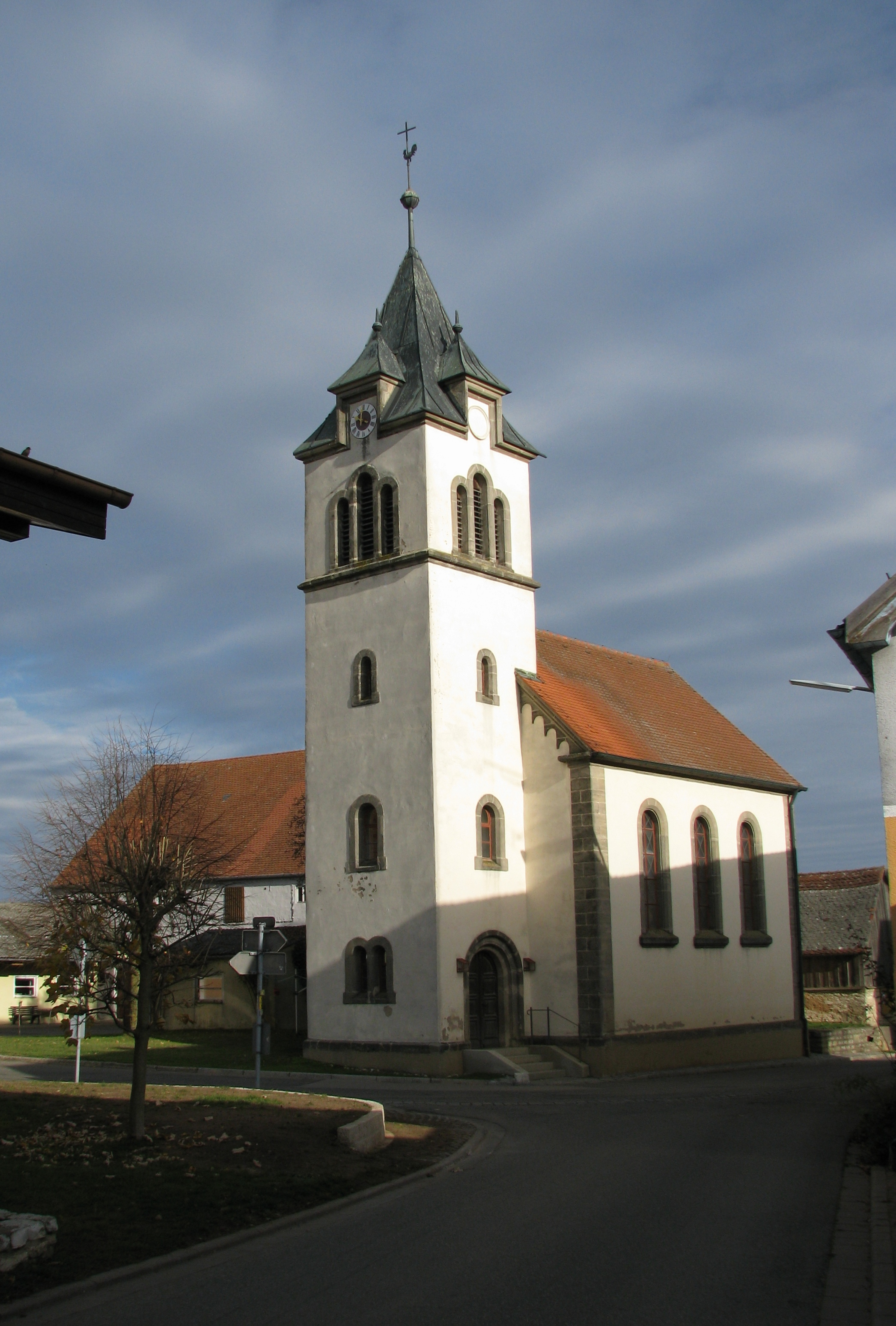
Christuskirche (Ruppmannsburg)

Die denkmalgeschützte, evangelisch-lutherische Christuskirche steht in Ruppmannsburg, einem Gemeindeteil des Marktes Thalmässing im Landkreis Roth (Mittelfranken, Bayern). Die Kirche ist unter der Denkmalnummer D-5-76-148-87 als Baudenkmal in der Bayerischen Denkmalliste eingetragen. Die Kirche gehört zur unteren Pfarrei in Thalmässing im Dekanat Weißenburg im Kirchenkreis Nürnberg der Evangelisch-Lutherischen Kirche in Bayern.

## Beschreibung
Die neuromanische Saalkirche im Rundbogenstil wurde 1892/93 erbaut. Sie hat ein Langhaus aus drei Jochen, das mit einem Satteldach bedeckt ist, einen eingezogenen, polygonal geschlossenen Chor im Nordosten und einen viergeschossigen Kirchturm im Südwesten, dessen oberstes Geschoss den Glockenstuhl beherbergt. Das Pyramidendach des Kirchturms ist mit vier Zwerchhäusern für die Zifferblätter der Turmuhr ausgestattet. 
Auf der Empore im Innenraum steht eine 1893 von G. F. Steinmeyer & Co. gebaute Orgel.